# Inula conyza
Inula conyza es una especie de planta de la familia de las asteráceas. Se distribuye por Eurasia.

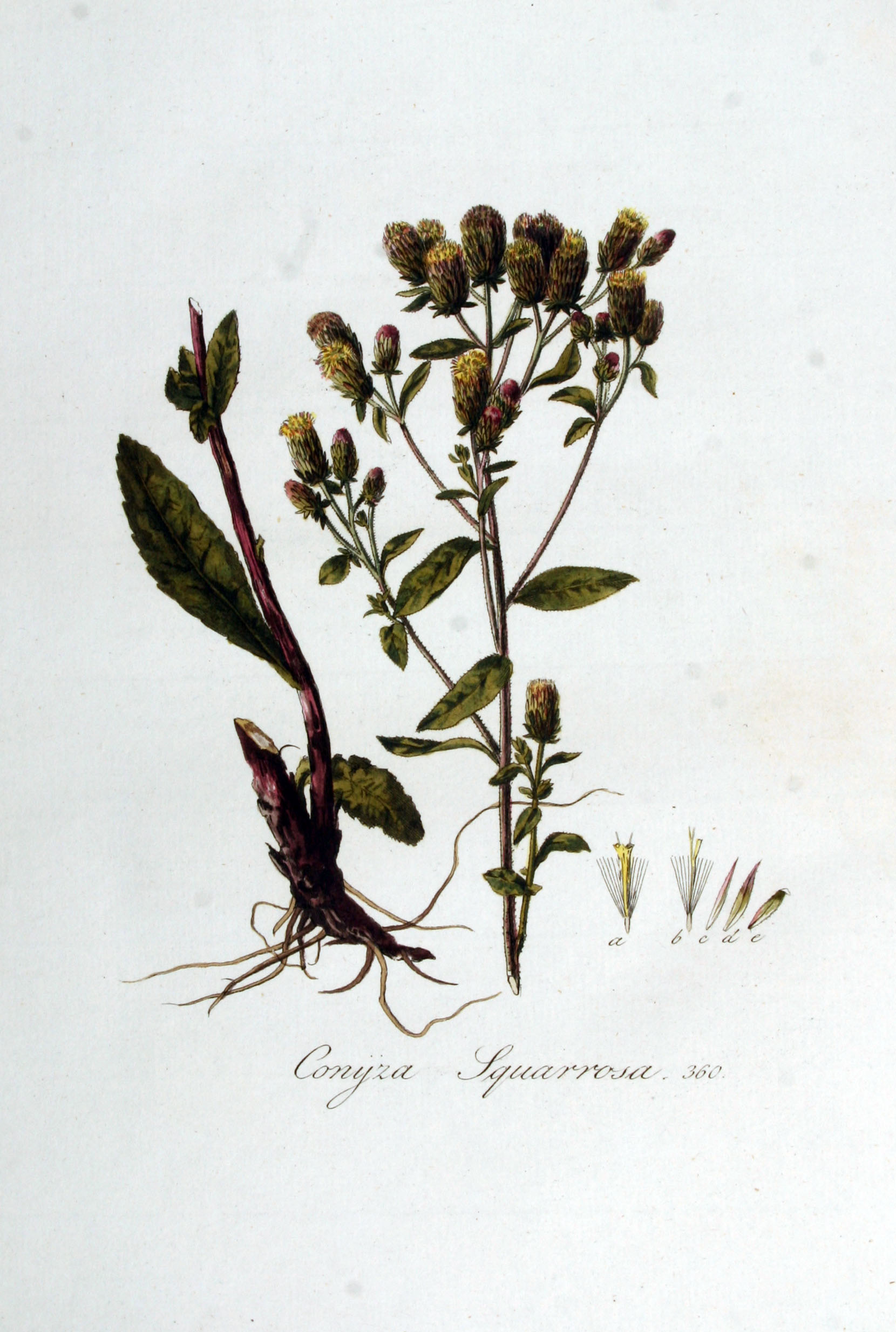
Ilustración

## Descripción
Es una planta herbácea perennifolia  vellosa, con tallos erectos de ramificación en los extremos, las hojas enteras, y las flores pequeñas en cabezas alargadas, sin lígulas, las flores de color amarillo verdoso. Es una planta hermafrodita con frutos en forma de aquenios.

## Hábitat
Se encuentra en el centro y sur de Europa. Su gama se extiende hasta el norte de Dinamarca, el sur hasta el Cáucaso. Crece en los bordes del bosque seco, los claros o en laderas secas.

## Taxonomía
Inula conyza fue descrita por (Griess.) DC. y publicado en Prodromus Systematis Naturalis Regni Vegetabilis 7(1): 283. 1838

### Etimología
Inula: nombre genérico que deriva de una palabra similar latína utilizada por los romanos para indicar precisamente a estas plantas. Otros autores proponen otra etimología: una derivación de una palabra griega enàein (= purificar) al referirse a las supuestas propiedades medicinales de algunas plantas de este tipo.
conyza: epíteto derivado del griego konops = "para las pulgas" (en la antigüedad se pensaba que esta planta distanciaba a tales animales).

### Sinonimia
- Aster conyzae Griess.
- Aster pubescens Moench
- Conyza squarrosa L.
- Conyza vulgaris Lam.
- Erigeron squarrosus Clairv.
- Inula squarrosa (L.) Bernh.
- Inula vulgaris (Lam.) Trevis.
- Jacobaea conzyae (Griess.) Merino	[3]

### Nombre común
- Castellano: bacara de Mompeller, coniza (6), coniza áspera (2), conyza, enula.(el número entre paréntesis indica las especies que tienen el mismo nombre en España)[4]